# Роуз-Бад (Арканзас)
Роуз-Бад (англ. Rose Bud) — місто (англ. town) в США, в окрузі Вайт штату Арканзас. Населення — 494 особи (2020).

## Географія
Роуз-Бад розташований на висоті 192 метра над рівнем моря за координатами 35°19′28″ пн. ш. 92°4′38″ зх. д. / 35.32444° пн. ш. 92.07722° зх. д. (35.324486, -92.077260).  За даними Бюро перепису населення США в 2010 році місто мало площу 15,37 км², з яких 15,35 км² — суходіл та 0,02 км² — водойми.

## Демографія
Згідно з переписом 2010 року, у місті мешкали 482 особи в 191 домогосподарстві у складі 142 родин. Густота населення становила 31 особа/км².  Було 219 помешкань (14/км²). 
Расовий склад населення:
| - 90,0 % — білих - 0,2 % — корінних американців - 0,2 % — азіатів - 4,8 % — осіб інших рас |

До двох чи більше рас належало 4,8 %. Іспаномовні складали 7,1 % від усіх жителів.
За віковим діапазоном населення розподілялося таким чином: 22,6 % — особи молодші 18 років, 61,4 % — особи у віці 18—64 років, 16,0 % — особи у віці 65 років та старші. Медіана віку мешканця становила 40,4 року. На 100 осіб жіночої статі у місті припадало 110,5 чоловіків;  на 100 жінок у віці від 18 років та старших — 102,7 чоловіків також старших 18 років.
Середній дохід на одне домашнє господарство  становив 62 090 доларів США (медіана — 62 222), а середній дохід на одну сім'ю — 63 579 доларів (медіана — 61 750). Медіана доходів становила 41 111 долар для чоловіків та 31 250 доларів для жінок. За межею бідності перебувало 15,9 % осіб, у тому числі 33,3 % дітей у віці до 18 років та 6,8 % осіб у віці 65 років та старших.
Цивільне працевлаштоване населення становило 229 осіб. Основні галузі зайнятості: освіта, охорона здоров'я та соціальна допомога — 23,1 %, виробництво — 17,9 %, будівництво — 12,7 %, роздрібна торгівля — 10,0 %.
За даними перепису населення 2000 року в Роуз-Баді проживало 429 осіб, 123 родини, налічувалося 170 домашніх господарств і 187 житлових будинків. Середня густота населення становила близько 28,2 осіб на один квадратний кілометр. Расовий склад Роуз-Бада за даними перепису розподілився таким чином: 97,67 % білих, 0,23 % — азіатів, 2,10 % — представників змішаних рас.
З 170 домашніх господарств в 29,4 % — виховували дітей віком до 18 років, 62,9 % представляли собою подружні пари, які спільно проживали, в 8,2 % сімей жінки проживали без чоловіків, 27,1 % не мали сімей. 24,7 % від загального числа сімей на момент перепису жили самостійно, при цьому 12,4 % склали самотні літні люди у віці 65 років та старше. Середній розмір домашнього господарства склав 2,52 особи, а середній розмір родини — 3,02 особи.
Населення містечка за віковим діапазоном за даними перепису 2000 року розподілилося таким чином: 24,5 % — жителі молодше 18 років, 7,0 % — між 18 і 24 роками, 26,1 % — від 25 до 44 років, 27,5 % — від 45 до 64 років і 14,9 % — у віці 65 років та старше. Середній вік мешканця склав 41 рік. На кожні 100 жінок в Роуз-Баді припадало 94,1 чоловіків, у віці від 18 років та старше — 86,2 чоловіків також старше 18 років.
Середній дохід на одне домашнє господарство в містечкі склав 34 732 долара США, а середній дохід на одну сім'ю — 37 375 доларів. При цьому чоловіки мали середній дохід в 28 438 доларів США на рік проти 27 750 доларів середньорічного доходу у жінок. Дохід на душу населення в містечкі склав 22 677 доларів на рік. 11,0 % від усього числа сімей в окрузі і 11,1 % від усієї чисельності населення перебувало на момент перепису населення за межею бідності, при цьому 23,3 % з них були молодші 18 років і 4,0 % — у віці 65 років та старше.